# Le Puch
Le Puch település Franciaországban, Ariège megyében. Lakosainak száma 28 fő (2022. január 1.). Le Puch Carcanières, Le Pla, Quérigut, Rouze és Escouloubre községekkel határos.

## Népesség
A település népességének változása:
| Lakosok száma | 37   | 23   | 23   | 27   | 38   | 30   | 29   | 30   | 30   | 28   |
|               | 1968 | 1982 | 1990 | 2006 | 2013 | 2015 | 2017 | 2019 | 2020 | 2022 |